# Jerzy Strauch
Jerzy Strauch (ur. 16 kwietnia 1914 w Porębie, zm. 29 lipca 1961 w Katowicach) – polski piłkarz występujący na pozycji bramkarza.

## Kariera piłkarska
Był zawodnikiem Polonii Warszawa, z którą zadebiutował na boiskach I ligi. Debiut przypadł 10 kwietnia 1938 w meczu Warta Poznań - Polonia Warszawa i nie był udany, gdyż musiał aż 7 razy wyciągać piłkę z bramki (wynik meczu 7:1).
15 maja 1938 r. w meczu ŁKS Łódź - Polonia Warszawa Strauch wystąpił jako zawodnik z pola, a w 29 minucie strzelił gola na 0:1.
Po II wojnie światowej znalazł się w kadrze II-ligowej Stali Sosnowiec, w której występował w 1950 r.

### Statystyki piłkarskie
| Sezon | Klub             | Liga    | Mecze | Gole | Uwagi |
| ----- | ---------------- | ------- | ----- | ---- | ----- |
| 1938  | Polonia Warszawa | I liga  | 16    | 1    |       |
| 1939  | Polonia Warszawa | I liga  | 12    | 0    |       |
| 1950  | Stal Sosnowiec   | II liga | 9     | 1    |       |